# Espuma
 (juillet 2023).
Si vous disposez d'ouvrages ou d'articles de référence ou si vous connaissez des sites web de qualité traitant du thème abordé ici, merci de compléter l'article en donnant les références utiles à sa vérifiabilité et en les liant à la section « Notes et références ».

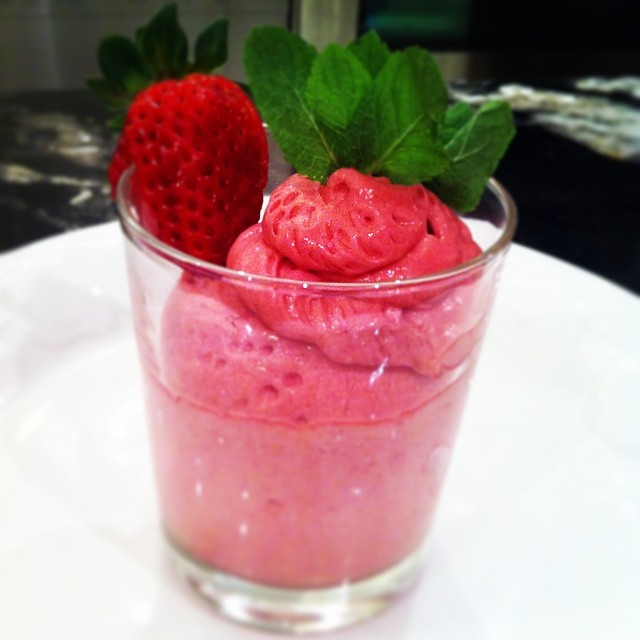
Mousse à la fraise réalisée par Miro Lagueux.

Espuma signifie « écume » ou « mousse » en castillan et en catalan (le synonyme escuma lui étant préféré[Par qui ?]). 
Dans les années 1990, le cuisinier Ferran Adrià a été pionnier de la technique de la mousse préparée à l’aide d’un siphon, qui injecte du protoxyde d'azote — N2O — (espuma normale) ou du dioxyde de carbone — CO2 — (espuma pétillante) dans une préparation. Cette technique s'est ensuite diffusée jusqu'à devenir banale.

## L'incorporation du gaz et le maintien de la consistance
Elle se fait lors de l'expulsion du mélange par la buse du siphon sous pression, la texture aérienne est maintenue grâce à l'ajout d'un liant (gélatine souvent) dans la préparation. 
Les mousses froides sont généralement faites avec des feuilles ou de la poudre de gélatine, mais aussi avec de l'agar-agar, qui est un gélifiant très puissant. Les mousses chaudes, par contre, se préparent de préférence avec des corps gras additionnés d'amidon (de pommes de terre ou de maïs par exemple).

## Choix du gaz de siphon
Le dioxyde de carbone — CO2 — et le protoxyde d'azote — N2O — sont actuellement les gaz les plus cités par les recettes. Ces deux gaz ne sont ni toxiques ni asphyxiants à ces doses, mais ils présentent l'inconvénient d'être des gaz à effet de serre. Le N2O est en outre un anesthésiant (gaz hilarant), une drogue et un gaz responsable du trou de la couche d'ozone.
Ils peuvent être remplacés par de l'azote — N2 —, gaz neutre (constituant naturel de l'air), non oxydant et non acidifiant. Il est vendu en cartouches pour siphon, mais il est moins facilement disponible dans les petits commerces (il est utilisé par exemple dans des machines à servir le vin au verre sans oxyder le vin dans la bouteille entamée).